# Tartarski biftek
Tartarski ili tatarski biftek, je jelo od goveđeg ili konjskog mesa. koje je po urbanom mitu dobilo naziv po konjanicima Tatarima. Što je delimično tačno. Navodno su su goveđe šnicle, u nedostatku mašine za mlevenja mesa, stavljali pod sedlo i jahali na njima dva dana. Tako su dobijali meso idealno za mazanje na hleb. Kao i većina mitova, kada se podvrgnu detaljnijem testu ispostavljaju se netačni. "The Cambridge Medieval History" iz 1924 zapravo nam potvrđuje da su Mongolski konjanici zaista stavljali komade mesa pod sedlo, ali isključivo iz razloga da konjima ublaže rani i čireve koje im je sedlo možda prouzrokovalo. Do kraja dana, meso je praktično bilo nejestivo. "Steak tartare" postao je popularan posle Drugog svetskog rata, negde 50-tih godina u SAD-u. Beefsteack à l'Américaine kako se tada spelovao i nazivalo popularno jelo u Americi, zapravo je preteča Tartar bifteka, tj. Tartar biftek je njegov derivat i naziv je dobio po tartar sosu koji se uz njega služio a ne po Tatarskim konjanicima koji jedu sirovo meso. Naziv Tatar biftek bez "r" uglavnom se zadržao u zemljama istočne Evrope, zajedno sa mitom o konjanicima i sedlu.
Izbor začina je stvar ličnog ukusa. Pojedini recepti predlažu čak više od stotinu začina. Neki od njih su: kašičica senfa, kašika Vorčestera, tucana crvena paprika (može i malo ljute), so, mleveni biber (beli i crni), čili sos, malo kečapa, sitno iseckan crni i beli luk, peršunov list, limunov sok, seckani kiseli kornišoni, kapar, malo konjaka, umućeno žumance, ...
Tartarski biftek se maže na prepečen hleb, sa malo putera, mada nema specijalnih pravila kako uživati u ovom delikatesu.

## Literatura
- (2002). . Falcon.
- ,  (06. 04. 2005). „”. .
- ,  (2004). . . стр. 41. ISBN 978-0-06-008391-5. at Google Books
- (2010). . . стр. 141. ISBN 978-1-84614-254-3..  at Google Books